# Cunaro
Cunaro è un personaggio dell' Eneide di Virgilio.

## Il mito
Cunaro regna sui Liguri insieme a Cupavone, il giovane figlio di Cicno. Entrambi intervengono al fianco di Enea nella guerra contro Turno: i loro nomi vengono fatti nel catalogo degli alleati dei Troiani, nel libro X del poema.

## Curiosità
- Nella traduzione dell' Eneide curata da Annibale Caro, il personaggio di Cunaro è sorprendentemente omesso.

### Fonti
- Virgilio, Eneide, libro X.